# Ashtarak
Ashtarak ("Աշտարակ" en armenio, en el sentido de torre) es una comunidad urbana de Armenia, a 20 km de Ereván. Esta ciudad es la capital de la provincia de Aragatsotn.
En 2011 tiene 18 834 habitantes.
Es un importante centro industrial. Se conoce su existencia desde el siglo IX.
Se encuentra en la ruta a las tres ciudades principales de Armenia: Ereván, Gyumri y Vanadzor.